# Children of the Corn: Genesis
Children of the Corn: Genesis is een Amerikaanse horrorfilm uit 2011 onder regie van Joel Soisson. Het is het achtste deel in de Children of the Corn-filmserie (de remake van het origineel uit 2009 niet meegerekend).

## Verhaal
Tim en Allie krijgen op een afgelegen stuk in het zuiden van de Verenigde Staten autopech. Omdat hun wagen de volgende dag pas kan worden weggesleept, biedt een lokale predikant ze een slaapplaats aan. Die nacht maakt Allie gebruik van het naast het huis gelegen toilet. Ze komt er daarbij achter dat de garage dienstdoet als gebedshuis van een sekte.

## Rolverdeling
- Kelen Coleman: Allie
- Tim Rock: Tim
- Barbara Nedeljáková: Helen / Oksana
- Billy Drago: Preacher
- Dusty Burwell: The Child
- Duane Whitaker: Pritchett
- J.J. Banicki: Cole
- Kai Caster: Cole's moeder